# سيرجي كراسيف
سيرجي كراسيف (بالروسية: Карасёв, Сергей Васильевич)‏ مواليد 26 أكتوبر 1993، هو لاعب كرة سلة روسي يلعب مع فريق بروكلين نتس في الرابطة الوطنية لكرة السلة ويحمل الرقم 10. يبلغ طوله 6 قدم 7 بوصة (2.0 م).

## فرق لعب لها
- كليفلاند كافالييرز
- بروكلين نتس

## الميداليات
| الميدالية | المسابقة                                           |
| --------- | -------------------------------------------------- |
| برونزية   | كرة السلة في الألعاب الأولمبية الصيفية 2012 – رجال |

## روابط خارجية
- سيرجي كراسيف على موقع الاتحاد الدولي لكرة السلة (الإنجليزية)
- سيرجي كراسيف على موقع إن بي أي (الإنجليزية)
- سيرجي كراسيف على موقع سبورتس رفرنس (الإنجليزية)
- سيرجي كراسيف على موقع كرة السلة الأوروبية.كوم (الإنجليزية)
- سيرجي كراسيف على موقع DraftExpress.com (الإنجليزية)
- سيرجي كراسيف على موقع ريلجم (الإنجليزية)
- سيرجي كراسيف على موقع بروبوليرز (الإنجليزية)
- سيرجي كراسيف على موقع سبورتس رفرنس (الإنجليزية)
- سيرجي كراسيف على موقع سبورتس رفرنس (الإنجليزية)
- سيرجي كراسيف على موقع أوليمبيديا (الإنجليزية)